# دائرة تيارت
دائرة تيارت إحدى دوائر  ولاية تيارت الجزائرية .  عاصمتها هي تيارت وتضم بلدية: 
- تيارت